# Sénat coutumier
Der Sénat coutumier ist die oberste Vertretung der Kanaken in Neukaledonien.
Er ist zu jeder politischen Entscheidung in Neukaledonien, die die Rechte der Kanaken, die privatrechtliche Angelegenheiten im Bezug auf den besonderen Status der Kanaken, deren Sprache und deren Kultur betrifft, zu befragen. Er kann entsprechende Gesetzesvorlagen ablehnen oder selbst solche einbringen.
Die Mitglieder werden in den Aires coutumières ausschließlich durch die Kanaken gewählt.